# Caucahue
Die Caucahues waren ein indigenes Volk im Süden Chiles am Golf von Penas.

## Geschichte
Die Caucahues lebten am Golf von Penas südlich der Halbinsel Taitao in der Región de Aisén. Sie waren ein Volk von Fischern.
Nachdem 1620 die Jesuiten nach Chile gekommen waren, wurden die Teile der Caucahues 1743 auf die Insel Cailín übergesiedelt. Die Insel liegt östlich der großen Insel Chiloé, etwas südlich der Stadt Quellón.
Hier errichteten die Jesuiten eine Kirche und begannen mit der Missionierung der Caucahues. 1752 lebten etwa 200 Caucahues auf der Insel. Die abgelegene Kirche wurde allerdings Ende des 18. Jahrhunderts wieder aufgegeben.
In der Zwischenzeit hatten sich die Einheimischen und Caucahues langsam vermischt und das eigenständige Volk der Caucahues auf der Insel hörte auf zu existieren.
Heute leben nur noch kleine Gruppen von Caucahues im Süden Chiles. Deren eigene Sprache (Kakauhua) gilt als ausgestorben, der ISO-Code [kbf] wurde eingezogen.